# 塩見清仁
塩見 清仁（しおみ きよひと）は、日本の地方公務員。東京都交通局長、東京都オリンピック・パラリンピック準備局長、東京都生活文化局長、東京都主税局長を経て、はとバス代表取締役社長。2023年4月からは東京都スポーツ文化事業団理事長兼東京都スポーツ協会理事長。東京都レクリエーション協会会長も務める。

## 人物・経歴
福島県耶麻郡塩川町（現喜多方市）出身。1978年会津高等学校卒業、1983年中央大学法学部卒業、東京都庁入庁。東京都総務局都区制度改革担当部長等を歴任。東京都中央卸売市場管理部長として、築地市場移転問題にあたったのち、東京都交通局次長、東京都交通局長を経て、2016年から東京都オリンピック・パラリンピック準備局長を務め、小池百合子東京都知事が本部長を務めた都政改革本部の下、予算の妥当性の調査にあたるなどした。2017年東京都生活文化局長。2018年東京都福祉保健局理事、社会福祉法人東京都社会福祉事業団理事長。2019年から東京都主税局長、中央大学学員会東京都庁支部長。2020年はとバス代表取締役社長、東京バス協会理事、東京都観光財団監事。2023年東京都スポーツ文化事業団理事長兼東京都スポーツ協会理事長。東京都レクリエーション協会会長も務める。